# Glyphostoma cymodoce
Glyphostoma cymodoce är en snäckart som beskrevs av Dall 1919. Glyphostoma cymodoce ingår i släktet Glyphostoma och familjen kägelsnäckor. Inga underarter finns listade i Catalogue of Life.